# Weisshorn (masyw)
Weisshorn – masyw w Alpach Pennińskich. Leży w Szwajcarii w kantonie Valais, na północ od głównego grzbietu Alp Pennińskich. Od leżącego na południu masywu Obergabelhorn - Zinalrothorn oddziela go przełęcz Schalijoch (3750 m). Masyw Weisshorn znajduje się między doliną Val d'Anniviers z jej górną odnogą doliną Val de Zinal (na zachodzie), a doliną Vispertal z jej górną odnogą Mattertal (na wschodzie).
Pierwszym szczytem licząc od południa (od przełęczy Schalijoch) jest Weisshorn (4505 m), a następnie Grand Gendarme (4331 m). Za nim grzbiet rozdziela się na dwie granie idące w kierunku północnym, między którymi znajduje się dolina Turtmanntal. 
- We wschodniej grani znajdują się m.in. szczyty (patrząc od południa): Bishorn (4153 m), Brunegghorn (3833 m), Schöllihorn (3499 m), Inneres Barrhorn (3584 m), Schwarzhorn (3201 m), Dreizehntenhorn (3052 m). Tutaj grań rozdziela się na dwa krótkie grzbiety: krótszy wschodni m.in. ze szczytem Augstbordhorn (2971 m) i dłuższy zachodni m.in. ze szczytami Ginalshorn (3027 m) i Signalhorn (2911 m)[4].
- W zachodniej grani znajdują się m.in. szczyty: Tète de Milon (3693 m), Diablon des Dames (3538 m), Les Diablons (3609 m), Frilihorn (3144 m), Le Boudry (3070 m) i Bella Tola (3025 m).

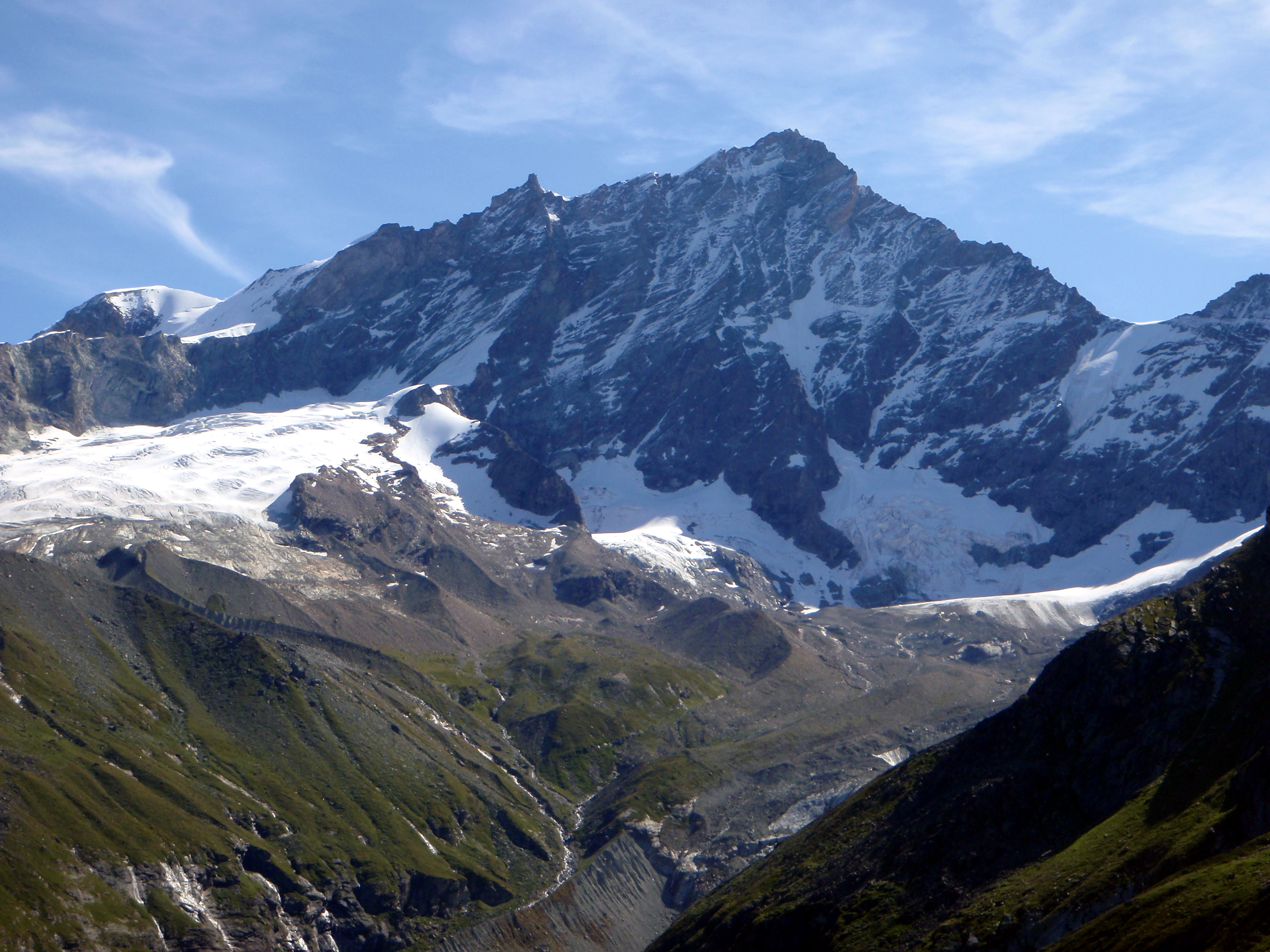
Widok na Weisshorn z doliny Val d'Anniviers

Na zboczach masywu znajdują się m.in. lodowce: Weisshorngletscher, Turtmanngletscher, Bruneggletscher i Bisgletscher.